# 6 Heures du Nürburgring 2015
Navigation
Édition suivante
Les 6 Heures du Nürburgring 2015 (6 Hours of Nürburgring 2015) sont la 1re édition de l'épreuve sur un format de six heures, la 4e manche du calendrier du Championnat du monde d'endurance FIA 2015 et se sont déroulés le 30 août 2015. La victoire est remportée par la Porsche n°17 pilotée par Timo Bernhard, Brendon Hartley et Mark Webber, qui s'était élancée en seconde position. Malgré une forte chaleur, environ 62 000 spectateurs sont recensés durant le week-end de course.

## Circuit
Les 6 Heures du Nürburgring 2015 se déroulent sur le Nürburgring en Allemagne, et plus précisément sur le Circuit Grand Prix. En plus d'être le théâtre de la lutte à domicile des constructeurs Porsche et Audi, c'est un haut lieu d'endurance automobile avec les 1 000 kilomètres du Nürburgring et les 24 Heures du Nürburgring, course populaire où se mélangent des voitures de tous types et qui se déroule sur la Nordschleife qui utilise le circuit grand prix. Il a de plus accueilli la Formule 1 ; il est donc très ancré dans la compétition automobile.

## Qualifications
Voici le classement officiel au terme des qualifications. Les premiers de chaque catégorie sont signalés par un fond jauni.
| Position | Catégorie | Équipe                           | Temps          | Grille |
| -------- | --------- | -------------------------------- | -------------- | ------ |
| 1        | LMP1      | No. 18 Porsche Team              | 1 min 36 s 473 | 1      |
| 2        | LMP1      | No. 17 Porsche Team              | 1 min 36 s 542 | 2      |
| 3        | LMP1      | No. 8 Audi Sport Team Joest      | 1 min 37 s 476 | 3      |
| 4        | LMP1      | No. 7 Audi Sport Team Joest      | 1 min 37 s 783 | 4      |
| 5        | LMP1      | No. 1 Toyota Racing              | 1 min 38 s 689 | 5      |
| 6        | LMP1      | No. 2 Toyota Racing              | 1 min 39 s 371 | 6      |
| 7        | LMP1      | No. 12 Rebellion Racing          | 1 min 42 s 513 | 7      |
| 8        | LMP1      | No. 13 Rebellion Racing          | 1 min 42 s 985 | 8      |
| 9        | LMP1      | No. 4 Team ByKolles              | 1 min 44 s 886 | 9      |
| 10       | LMP2      | No. 47 KCMG                      | 1 min 46 s 132 | 10     |
| 11       | LMP2      | No. 26 G-Drive Racing            | 1 min 46 s 505 | 11     |
| 12       | LMP2      | No. 36 Signatech Alpine          | 1 min 47 s 174 | 12     |
| 13       | LMP2      | No. 28 G-Drive Racing            | 1 min 47 s 179 | 13     |
| 14       | LMP2      | No. 43 Team SARD Morand          | 1 min 47 s 572 | 14     |
| 15       | LMP2      | No. 42 Strakka Racing            | 1 min 48 s 250 | 15     |
| 16       | LMP2      | No. 30 Extreme Speed Motorsports | 1 min 48 s 342 | 16     |
| 17       | LMP2      | No. 31 Extreme Speed Motorsports | 1 min 50 s 594 | 17     |
| 18       | LMGTE Pro | No. 51 AF Corse                  | 1 min 54 s 275 | 18     |
| 19       | LMGTE Pro | No. 71 AF Corse                  | 1 min 54 s 330 | 19     |
| 20       | LMGTE Pro | No. 95 Aston Martin Racing       | 1 min 54 s 498 | 20     |
| 21       | LMGTE Pro | No. 92 Porsche Team Manthey      | 1 min 54 s 688 | 21     |
| 22       | LMGTE Pro | No. 91 Porsche Team Manthey      | 1 min 54 s 729 | 22     |
| 23       | LMGTE Pro | No. 99 Aston Martin Racing       | 1 min 54 s 933 | 23     |
| 24       | LMGTE Pro | No. 97 Aston Martin Racing       | 1 min 55 s 387 | 24     |
| 25       | LMGTE Am  | No. 72 SMP Racing                | 1 min 56 s 528 | 25     |
| 26       | LMGTE Am  | No. 98 Aston Martin Racing       | 1 min 57 s 060 | 26     |
| 27       | LMGTE Am  | No. 77 Dempsey Racing-Proton     | 1 min 57 s 232 | 27     |
| 28       | LMGTE Am  | No. 83 AF Corse                  | 1 min 57 s 246 | 28     |
| 29       | LMGTE Am  | No. 88 Abu Dhabi-Proton Racing   | 1 min 57 s 563 | 29     |
| 30       | LMGTE Am  | No. 50 Larbre Compétition        | 1 min 57 s 647 | 30     |
| 31       | LMGTE Am  | No. 96 Aston Martin Racing       | 1 min 59 s 993 | 31     |

## Résultats
Voici le classement officiel au terme de la course.
- Les vainqueurs de chaque catégorie sont signalés par un fond jauni.
- Pour la colonne Pneus, il faut passer le curseur au-dessus du modèle pour connaître le manufacturier de pneumatiques.

| Pos | Cat       | n° | Équipe                    | Pilotes                                               | Châssis                        | Pneus | Tours |
| Pos | Cat       | n° | Équipe                    | Pilotes                                               | Moteur                         | Pneus | Tours |
| --- | --------- | -- | ------------------------- | ----------------------------------------------------- | ------------------------------ | ----- | ----- |
| 1   | LMP1      | 17 | Porsche Team              | Timo Bernhard Brendon Hartley Mark Webber             | Porsche 919 Hybrid             | M     | 203   |
| 1   | LMP1      | 17 | Porsche Team              | Timo Bernhard Brendon Hartley Mark Webber             | Porsche 2.0 L Turbo V4         | M     | 203   |
| 2   | LMP1      | 18 | Porsche Team              | Marc Lieb Romain Dumas Neel Jani                      | Porsche 919 Hybrid             | M     | 202   |
| 2   | LMP1      | 18 | Porsche Team              | Marc Lieb Romain Dumas Neel Jani                      | Porsche 2.0 L Turbo V4         | M     | 202   |
| 3   | LMP1      | 7  | Audi Sport Team Joest     | André Lotterer Marcel Fässler Benoît Tréluyer         | Audi R18 e-tron quattro        | M     | 202   |
| 3   | LMP1      | 7  | Audi Sport Team Joest     | André Lotterer Marcel Fässler Benoît Tréluyer         | Audi TDI 4.0 L Turbo Diesel V6 | M     | 202   |
| 4   | LMP1      | 8  | Audi Sport Team Joest     | Loïc Duval Lucas di Grassi Oliver Jarvis              | Audi R18 e-tron quattro        | M     | 202   |
| 4   | LMP1      | 8  | Audi Sport Team Joest     | Loïc Duval Lucas di Grassi Oliver Jarvis              | Audi TDI 4.0 L Turbo Diesel V6 | M     | 202   |
| 5   | LMP1      | 1  | Toyota Racing             | Anthony Davidson Sébastien Buemi Kazuki Nakajima      | Toyota TS040 Hybrid            | M     | 200   |
| 5   | LMP1      | 1  | Toyota Racing             | Anthony Davidson Sébastien Buemi Kazuki Nakajima      | Toyota 3.7 L V8                | M     | 200   |
| 6   | LMP1      | 2  | Toyota Racing             | Alexander Wurz Stéphane Sarrazin Mike Conway          | Toyota TS040 Hybrid            | M     | 199   |
| 6   | LMP1      | 2  | Toyota Racing             | Alexander Wurz Stéphane Sarrazin Mike Conway          | Toyota 3.7 L V8                | M     | 199   |
| 7   | LMP2      | 47 | KCMG                      | Matthew Howson Richard Bradley Nick Tandy             | Oreca 05                       | D     | 185   |
| 7   | LMP2      | 47 | KCMG                      | Matthew Howson Richard Bradley Nick Tandy             | Nissan VK45DE 4.5 L V8         | D     | 185   |
| 8   | LMP2      | 26 | G-Drive Racing            | Roman Rusinov Julien Canal Sam Bird                   | Ligier JS P2                   | D     | 185   |
| 8   | LMP2      | 26 | G-Drive Racing            | Roman Rusinov Julien Canal Sam Bird                   | Nissan VK45DE 4.5 L V8         | D     | 185   |
| 9   | LMP2      | 28 | G-Drive Racing            | Gustavo Yacamán Ricardo González Pipo Derani          | Ligier JS P2                   | D     | 184   |
| 9   | LMP2      | 28 | G-Drive Racing            | Gustavo Yacamán Ricardo González Pipo Derani          | Nissan VK45DE 4.5 L V8         | D     | 184   |
| 10  | LMP2      | 43 | Team SARD Morand          | Oliver Webb Pierre Ragues Archie Hamilton             | Morgan LMP2 Evo                | D     | 184   |
| 10  | LMP2      | 43 | Team SARD Morand          | Oliver Webb Pierre Ragues Archie Hamilton             | SARD (Judd) 3.6 L V8           | D     | 184   |
| 11  | LMP2      | 36 | Signatech Alpine          | Nelson Panciatici Paul-Loup Chatin Vincent Capillaire | Alpine A450b                   | D     | 183   |
| 11  | LMP2      | 36 | Signatech Alpine          | Nelson Panciatici Paul-Loup Chatin Vincent Capillaire | Nissan VK45DE 4.5 L V8         | D     | 183   |
| 12  | LMP2      | 30 | Extreme Speed Motorsports | Scott Sharp Ryan Dalziel David Heinemeier Hansson     | Ligier JS P2                   | D     | 183   |
| 12  | LMP2      | 30 | Extreme Speed Motorsports | Scott Sharp Ryan Dalziel David Heinemeier Hansson     | Honda HR28TT 2.8 L Turbo V6    | D     | 183   |
| 13  | LMP2      | 42 | Strakka Racing            | Nick Leventis Jonny Kane Danny Watts                  | Gibson 015S                    | D     | 181   |
| 13  | LMP2      | 42 | Strakka Racing            | Nick Leventis Jonny Kane Danny Watts                  | Nissan VK45DE 4.5 L V8         | D     | 181   |
| 14  | LMP2      | 31 | Extreme Speed Motorsports | Ed Brown Johannes van Overbeek Jon Fogarty            | Ligier JS P2                   | D     | 177   |
| 14  | LMP2      | 31 | Extreme Speed Motorsports | Ed Brown Johannes van Overbeek Jon Fogarty            | Honda HR28TT 2.8 L Turbo V6    | D     | 177   |
| 15  | LMGTE Pro | 91 | Porsche Team Manthey      | Richard Lietz Michael Christensen                     | Porsche 911 RSR (991)          | M     | 176   |
| 15  | LMGTE Pro | 91 | Porsche Team Manthey      | Richard Lietz Michael Christensen                     | Porsche 4.0 L Flat-6           | M     | 176   |
| 16  | LMGTE Pro | 92 | Porsche Team Manthey      | Patrick Pilet Frédéric Makowiecki                     | Porsche 911 RSR (991)          | M     | 175   |
| 16  | LMGTE Pro | 92 | Porsche Team Manthey      | Patrick Pilet Frédéric Makowiecki                     | Porsche 4.0 L Flat-6           | M     | 175   |
| 17  | LMGTE Pro | 71 | AF Corse                  | Davide Rigon James Calado                             | Ferrari 458 Italia GT2         | M     | 175   |
| 17  | LMGTE Pro | 71 | AF Corse                  | Davide Rigon James Calado                             | Ferrari 4.5 L V8               | M     | 175   |
| 18  | LMP1      | 4  | Team ByKolles             | Simon Trummer Pierre Kaffer                           | CLM P1/01                      | M     | 175   |
| 18  | LMP1      | 4  | Team ByKolles             | Simon Trummer Pierre Kaffer                           | AER P60 2.4 L Turbo V6         | M     | 175   |
| 19  | LMGTE Pro | 95 | Aston Martin Racing       | Christoffer Nygaard Marco Sørensen                    | Aston Martin V8 Vantage GTE    | M     | 175   |
| 19  | LMGTE Pro | 95 | Aston Martin Racing       | Christoffer Nygaard Marco Sørensen                    | Aston Martin 4.5 L V8          | M     | 175   |
| 20  | LMGTE Pro | 99 | Aston Martin Racing V8    | Fernando Rees Alex MacDowall Richie Stanaway          | Aston Martin V8 Vantage GTE    | M     | 174   |
| 20  | LMGTE Pro | 99 | Aston Martin Racing V8    | Fernando Rees Alex MacDowall Richie Stanaway          | Aston Martin 4.5 L V8          | M     | 174   |
| 21  | LMGTE Pro | 97 | Aston Martin Racing       | Darren Turner Stefan Mücke Jonathan Adam              | Aston Martin V8 Vantage GTE    | M     | 173   |
| 21  | LMGTE Pro | 97 | Aston Martin Racing       | Darren Turner Stefan Mücke Jonathan Adam              | Aston Martin 4.5 L V8          | M     | 173   |
| 22  | LMP1      | 12 | Rebellion Racing          | Nicolas Prost Nick Heidfeld Mathias Beche             | Rebellion R-One                | M     | 173   |
| 22  | LMP1      | 12 | Rebellion Racing          | Nicolas Prost Nick Heidfeld Mathias Beche             | AER P60 2.4 L Turbo V6         | M     | 173   |
| 23  | LMGTE Am  | 72 | SMP Racing                | Viktor Shaytar Aleksey Basov Andrea Bertolini         | Ferrari 458 Italia GT2         | M     | 173   |
| 23  | LMGTE Am  | 72 | SMP Racing                | Viktor Shaytar Aleksey Basov Andrea Bertolini         | Ferrari 4.5 L V8               | M     | 173   |
| 24  | LMGTE Am  | 98 | Aston Martin Racing       | Paul Dalla Lana Pedro Lamy Mathias Lauda              | Aston Martin V8 Vantage GTE    | M     | 172   |
| 24  | LMGTE Am  | 98 | Aston Martin Racing       | Paul Dalla Lana Pedro Lamy Mathias Lauda              | Aston Martin 4.5 L V8          | M     | 172   |
| 25  | LMGTE Am  | 83 | AF Corse                  | François Perrodo Emmanuel Collard Rui Águas           | Ferrari 458 Italia GT2         | M     | 172   |
| 25  | LMGTE Am  | 83 | AF Corse                  | François Perrodo Emmanuel Collard Rui Águas           | Ferrari 4.5 L V8               | M     | 172   |
| 26  | LMGTE Am  | 77 | Dempsey Racing-Proton     | Patrick Dempsey Patrick Long Marco Seefried           | Porsche 911 RSR (991)          | M     | 172   |
| 26  | LMGTE Am  | 77 | Dempsey Racing-Proton     | Patrick Dempsey Patrick Long Marco Seefried           | Porsche 4.0 L Flat-6           | M     | 172   |
| 27  | LMGTE Am  | 50 | Larbre Compétition        | Gianluca Roda Paolo Ruberti Kristian Poulsen          | Chevrolet Corvette C7.R        | M     | 171   |
| 27  | LMGTE Am  | 50 | Larbre Compétition        | Gianluca Roda Paolo Ruberti Kristian Poulsen          | Chevrolet 5.5 L V8             | M     | 171   |
| 28  | LMGTE Am  | 88 | Abu Dhabi-Proton Racing   | Christian Ried Earl Bamber Khaled Al Qubaisi          | Porsche 911 RSR (991)          | M     | 170   |
| 28  | LMGTE Am  | 88 | Abu Dhabi-Proton Racing   | Christian Ried Earl Bamber Khaled Al Qubaisi          | Porsche 4.0 L Flat-6           | M     | 170   |
| 29  | LMGTE Am  | 96 | Aston Martin Racing       | Roald Goethe Stuart Hall Francesco Castellacci        | Aston Martin V8 Vantage GTE    | M     | 169   |
| 29  | LMGTE Am  | 96 | Aston Martin Racing       | Roald Goethe Stuart Hall Francesco Castellacci        | Aston Martin 4.5 L V8          | M     | 169   |
| 30  | LMGTE Pro | 51 | AF Corse                  | Gianmaria Bruni Toni Vilander                         | Ferrari 458 Italia GT2         | M     | 168   |
| 30  | LMGTE Pro | 51 | AF Corse                  | Gianmaria Bruni Toni Vilander                         | Ferrari 4.5 L V8               | M     | 168   |
| Abd | LMP1      | 13 | Rebellion Racing          | Alexandre Imperatori Dominik Kraihamer Daniel Abt     | Rebellion R-One                | M     | 1     |
| Abd | LMP1      | 13 | Rebellion Racing          | Alexandre Imperatori Dominik Kraihamer Daniel Abt     | AER P60 2.4 L Turbo V6         | M     | 1     |